# Protestantyzm w Mozambiku
Protestantyzm w Mozambiku – jest wyznawany przez blisko 3 miliony wiernych, co stanowi 13% społeczeństwa tego kraju. Wliczając niezależne kościoły afrykańskie odsetek protestantów w Mozambiku sięga 30%. Największe protestanckie grupy w Mozambiku stanowią: zielonoświątkowcy (6,1%), baptyści (1,8%), adwentyści dnia siódmego (1,4%), metodyści/ruch uświęceniowy (1,3%) i kalwini (1,0%).
Największe denominacje protestanckie:
- Ewangeliczne Zbory Boże – denominacja zielonoświątkowa, licząca 900 tysięcy wiernych (2010).

- Afrykańskie Zbory Boże – afrykańska gałąź Zborów Bożych, licząca 350 tysięcy wiernych (2010).

- Kościół Adwentystów Dnia Siódmego – ma w Mozambiku 334 tysięcy wiernych zrzeszonych w 1000 zborach (2010).

- Zjednoczony Kościół Baptystyczny – kościół powstały w 1968 r. w wyniku połączenia Afrykańskiej Społeczności Ewangelicznej (dominującej na północy kraju) oraz Szwedzkiego Kościoła Wolnych Baptystów (dominującego na południu). Ma 330 tysięcy wiernych (2010).

- Kościół Prezbiteriański – kościół wyznania kalwińskiego, mający 125 tysięcy wiernych (2010).

- Kościół Anglikański – kościół anglikański liczący 122 tysiące wiernych (2010).

- Kościół Nazarejczyka – liczy 115 tysięcy wiernych (2010).

- Kościół Reformowany w Mozambiku – drugi kościół wyznania kalwińskiego liczący 105 tysięcy wiernych (2010).

- Konwencja Baptystyczna – kościół baptystyczny, liczący 85 tysięcy wiernych (2010).

- Zjednoczony Kościół Metodystyczny – historia metodyzmu w Mozambiku sięga roku 1890, kiedy to przybył do tego kraju pastor dr Erwin Richard i założył pierwszą metodystyczną misję. Obecnie Kościół zrzesza 79 tysięcy wiernych w 289 zborach (2010).

- Kościół Boży (Anderson) – liczy 75 tysięcy wiernych (2010).

- Nowy Sojusz – zbory Braci liczące 46,25 tys. wiernych (2010).

- Międzynarodowe Zbory Boże – inna denominacja zielonoświątkowa licząca 42 tysiące wiernych (2010).

- Misja Wiary Apostolskiej – kościół zielonoświątkowy liczący 38 tysięcy wiernych (2010).

- Kościół Bożych Proroctw – denominacja zielonoświątkowa licząca 30 789 wiernych w 99 kościołach (2016)[2].

- Wolny Kościół Metodystyczny – drugi związek metodystyczny liczący 27 tysięcy wiernych (2010).

- Kościół Boży Pełnej Ewangelii – zielonoświątkowy kościół ewangelikalny. Ma 25,74 tys. wiernych (2010).

- Kościół Poczwórnej Ewangelii – kościół zielonoświątkowy liczący 21 470 wiernych w 221 zborach i placówkach (2016)[3].

- Kościół Ewangelicko-Luterański w Mozambiku – luterański kościół liczący 12,6 tysiąca wiernych (2013)[4].